# Fonsecaiulus sanguineovittata
Fonsecaiulus sanguineovittata är en insektsart som beskrevs av Victor Antoine Signoret 1855. Fonsecaiulus sanguineovittata ingår i släktet Fonsecaiulus och familjen dvärgstritar. Inga underarter finns listade i Catalogue of Life.